# Jägerhaus (Schwarzenberg)
Jägerhaus ist eine zu Schwarzenberg im Erzgebirge gehörige Häusergruppe mit etwa zehn Wohngebäuden.

## Lage
Jägerhaus liegt auf einer großen waldfreien Hochfläche am Ochsenkopf auf durchschnittlich 780 m ü. NN zwischen Sosa im Westen und Schwarzenberg im Nordosten. Diese Hochfläche gilt als ein Beispiel für diejenigen im Westerzgebirge, die außerhalb der Kammhochfläche des Erzgebirges liegen. In Jägerhaus ist die Schiefer-Granit-Grenze des Westerzgebirges. Westlich von Jägerhaus beginnt der Eibenstocker Granit. Jägerhaus liegt nach der Naturraumkarte von Sachsen in der Mikrogeochore „Ochsenkopf-Hochfläche“, die Teil der Mesogeochore „Bockauer Hochfläche“ ist. Die Hochfläche Jägerhaus stellt die Wasserscheide zwischen Schwarzwasser und Zwickauer Mulde dar. Von den auf der Hochfläche entspringenden Bächen fließt der Bockauer Dorfbach in nordwestlicher Richtung zur Mulde und der Schieferbach in östlicher Richtung zum Schwarzwasser. Direkt nördlich der Staatsstraße 274 nach Sosa verläuft die Grenze zur Gemeinde Bockau. Der „Wettinstein“ liegt schon auf Bockauer Gemeindegebiet.

## Geschichte

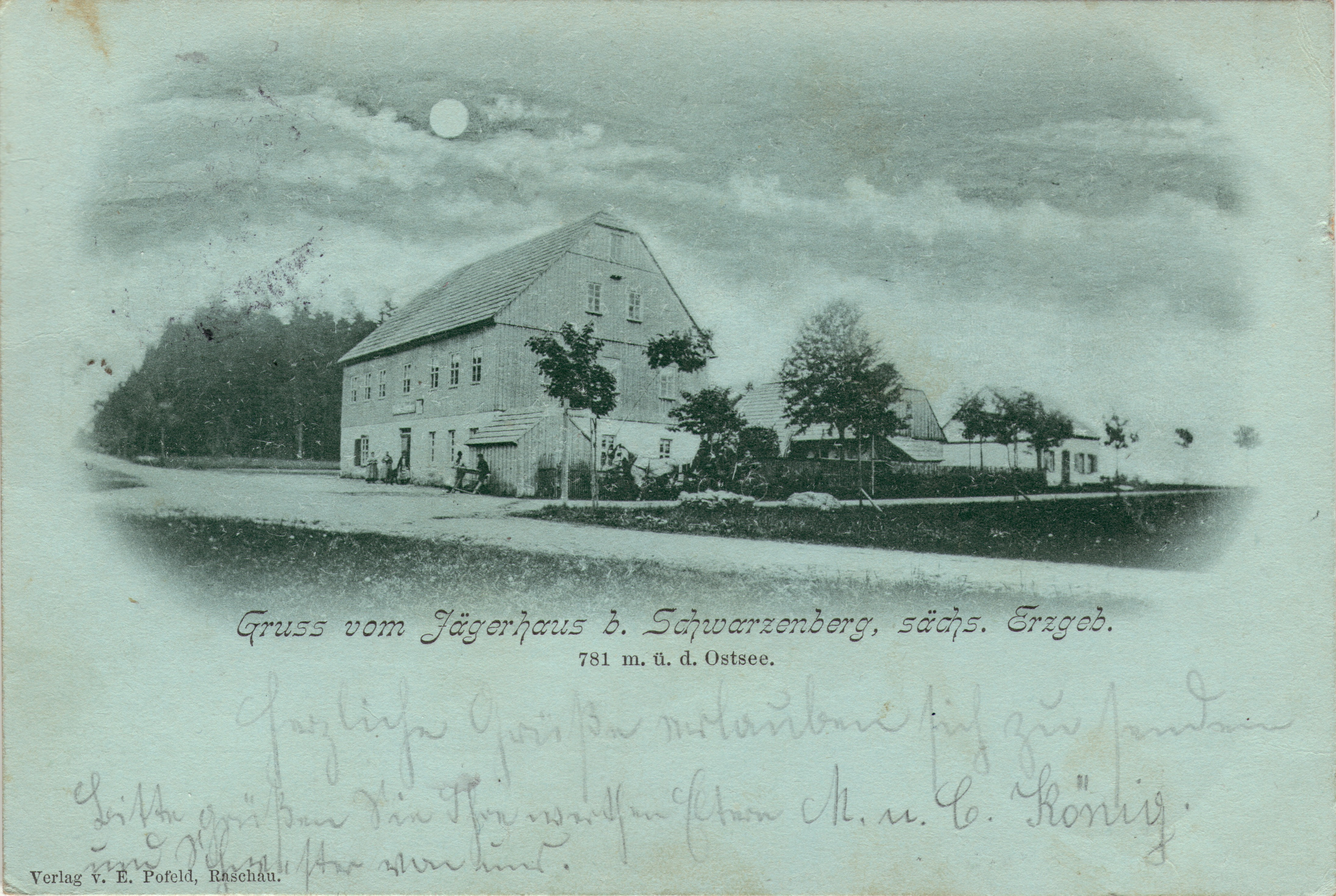
Jägerhaus um 1898

Der Name der kleinen Siedlung geht auf ein vermutlich in der zweiten Hälfte des 16. Jahrhunderts errichtetes kurfürstliches Jägerhaus für einen Jagdknecht zurück, um das später wenige weitere Häuser gebaut wurden. Möglicherweise war Jägerhaus schon seit 1460 ein Standquartier für die Jagd der Landesherren. Siegfried Sieber hält die Errichtung eines kurfürstlichen Jägerhaues bald nach dem Erlass der Holzordnung von 1560 für möglich. Während des Dreißigjährigen Krieges versuchten Bewohner umliegender Orte, sich hier mit ihrem Vieh und Hausrat vor durchziehenden Truppen zu verstecken. Trotz der abgelegenen Lage fanden 1639 gleichwohl 30 schwedische berittene Soldaten das Jägerhaus und steckten es in Brand. Kurfürst Johann Georg II. ließ einen neuen Bau errichten. Hier wohnte von 1693 bis zu seinem Tod Wilhelm Christian von Schleswig-Holstein-Sonderburg-Wiesenburg.
Ende des 17. Jahrhunderts war in Jägerhaus Bierausschank gestattet. Im ersten Drittel des 18. Jahrhunderts wird die Siedlung als Ochsenkopf mit „einzeln Hauß“ bezeichnet. Im Jahr 1816 wurde im Bereich Ochsenkopf der letzte Wolf erlegt. Im Jahr 1836 berichtet das Neue Ortsverzeichnis für das Königreich Sachsen, es gebe drei Häuser mit 36 Bewohnern, sie gehörten schulisch sowie kirchlich zu Bockau und nennt die Örtlichkeit „Waldhäuser am Ochsenkopf“. Dasselbe Ortsverzeichnis führt das „Forsthaus am Ochsenkopf“ als ein „einzelnes Haus“ mit sieben Bewohnern und nennt dieselben Daten zur Zugehörigkeit. Bis 1873 befand sich eine Chausseegeldeinnahme an der Jägerhäuser Kreuzung. Bereits 1847 war ein Gasthof errichtet worden. Die Zahl der Einwohner betrug im selben Jahr 18. Im Jahr 1889 wurde auch in Jägerhaus an der Straße nach Sosa ein "Wettinstein" aufgestellt zur Erinnerung an das 800-jährige Bestehen des Hauses Wettin, das damals in Sachsen regierte. Um 1900 hatte Jägerhaus, das damals nach Bockau eingepfarrt war, etwa 60 Einwohner. Anfang des 20. Jahrhunderts entwickelte sich Jägerhaus zu einer beliebten Sommerfrische, so dass u. a. Ende der 1920er Jahre eine Posthilfstelle eingerichtet wurde.
Zur Zeit der DDR waren in der Gaststätte das Ferienheim "Jägerhaus" des VEB Margarinewerks Karl-Marx-Stadt und im Gebäude gegenüber das Kinderferienlager Ernst Thälmann des Hauptpostamtes Reichenbach untergebracht.
Auf der Hochebene gab es eine Pelztierfarm, die später als Geflügelmästerei weitergeführt wurde. Sie ist noch in der topographischen Karte mit dem Stand von 1988 als „GeflFarm“ dargestellt.
1999 wurde Jägerhaus gemeinsam mit Bermsgrün, zu dem es bis dahin gehört hatte, nach Schwarzenberg eingemeindet.

## Verkehr
Jägerhaus ist über zwei Staatsstraßen erreichbar. Die S 274 zweigt von der im Tal der Zwickauer Mulde verlaufenden Bundesstraße 283 in der Ortschaft Blauenthal ab und geht über Sosa nach Schwarzenberg, während die S 273 vom etwa vier Kilometer nördlich gelegenen Bockau nach Jägerhaus führt und dort an den letzten Häusern endet. Sie wird im Winter vom Ortsrand Bockaus bis nach Jägerhaus nicht geräumt und daher während der Wintermonate gesperrt. Die Straße nach Steinheidel im Tal des Schwarzwassers ist nach über sehr lange Zeit unterbliebenen Unterhaltungsarbeiten für den Kraftfahrzeugverkehr schon seit Jahrzehnten gesperrt, sie ist nur noch ein „öffentlicher Feld- und Waldweg“. Über ihre Wiederöffnung für den allgemeinen Straßenverkehr wurde vor einigen Jahren berichtet. Inzwischen ist im Jahr 2015 das Gegenteil eingetreten: Das Land Sachsen will die Staatsstraße an die Gemeinden übertragen, weil ihre Verkehrsbedeutung zu gering sei. Diese sind aber wegen der damit verbundenen Lasten dazu nicht bereit.
Der europäische Fernwanderweg E 3 und der Weitwanderweg Görlitz-Greiz führen durch Jägerhaus. Auch ist eine Reihe regionaler Wanderwege markiert, die zu diesem oder durch diesen Wohnplatz führen.

## Persönlichkeiten
Der nicht regierende und unverheiratete Herzog Wilhelm Christian von Schleswig-Holstein-Wiesenburg soll 1699 nach Jägerhaus gezogen und dort 1711 gestorben sein.

## Bildergalerie

Jägerhaus
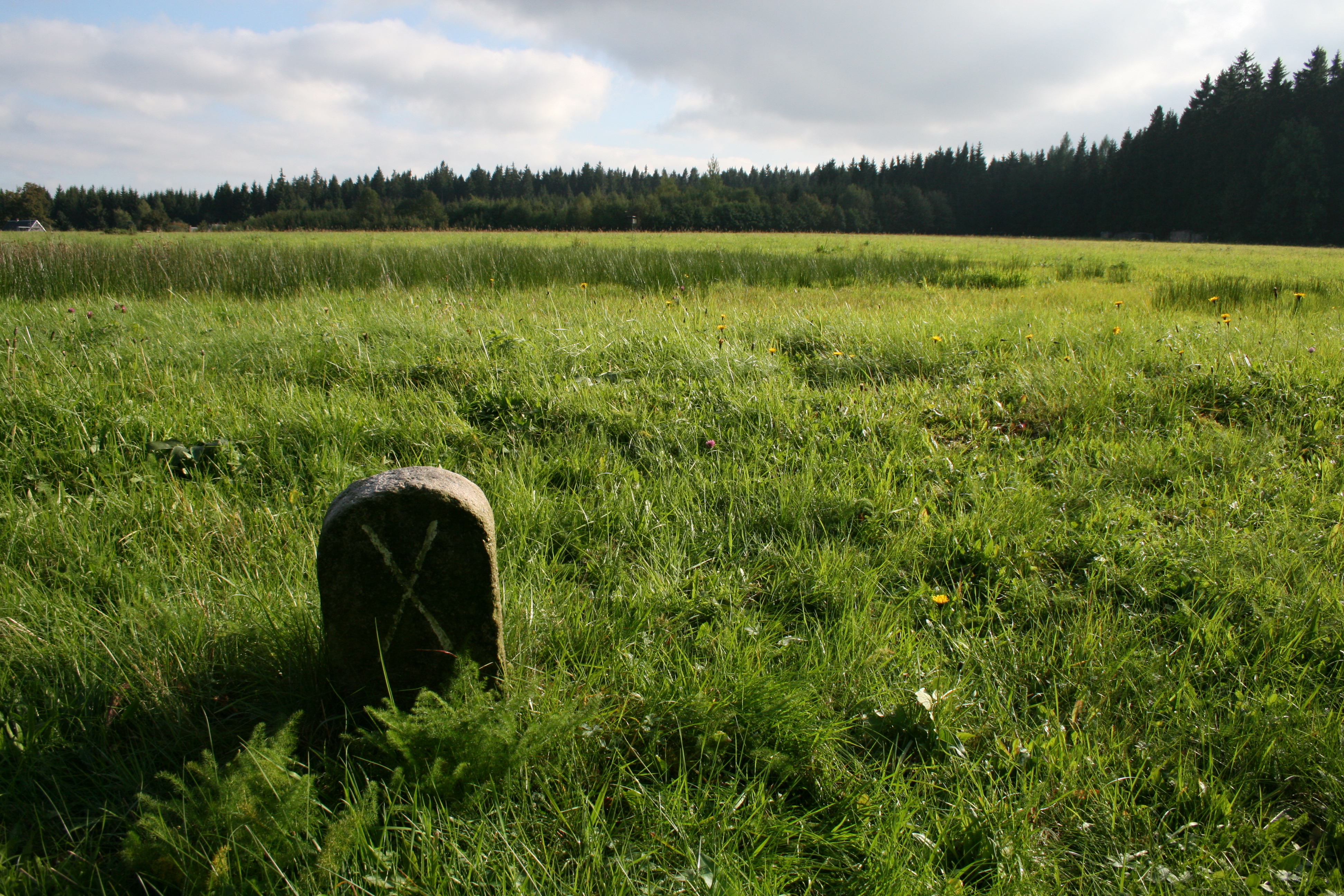
Hochebene Jägerhaus in 782 Metern
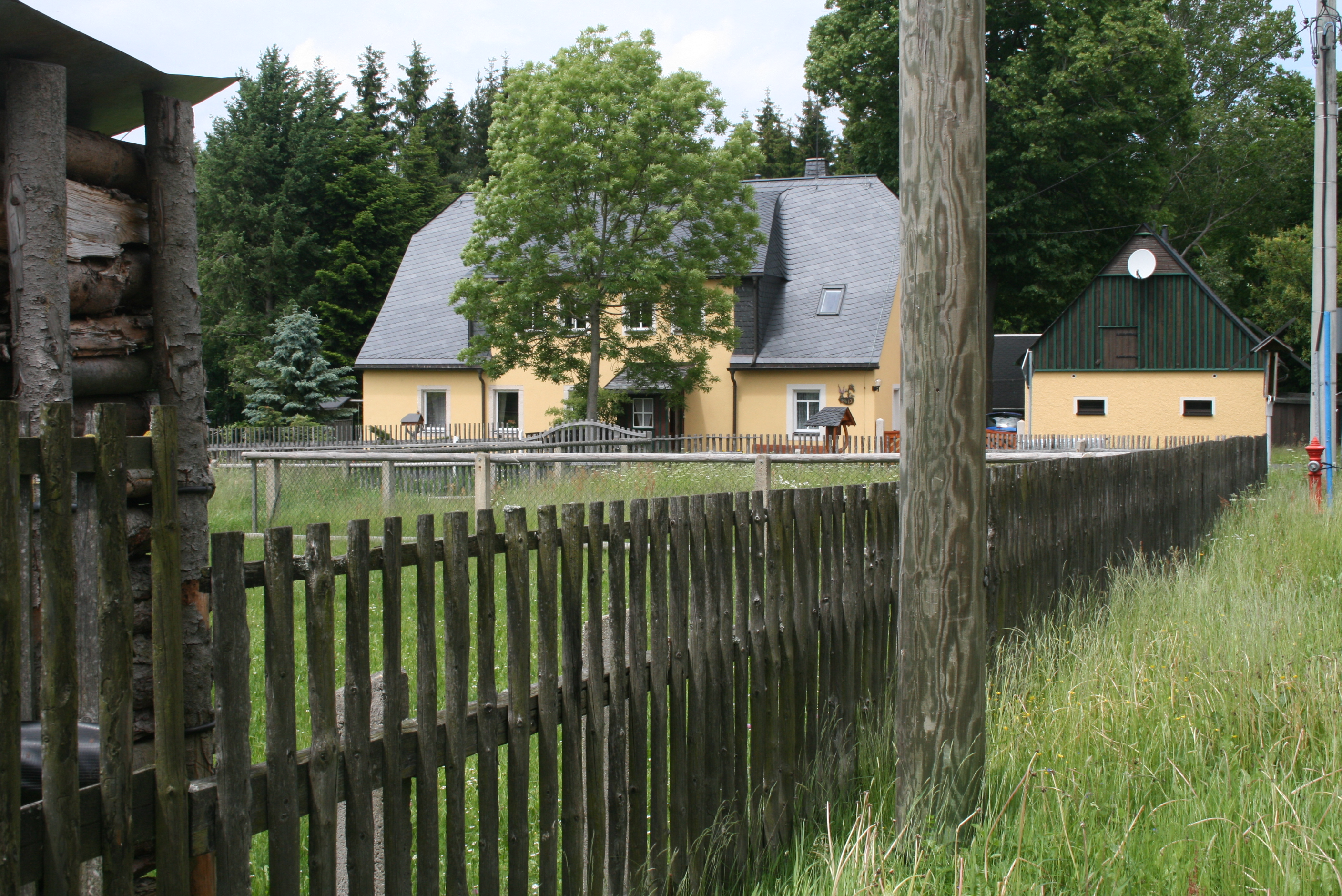
Früheres Forsthaus
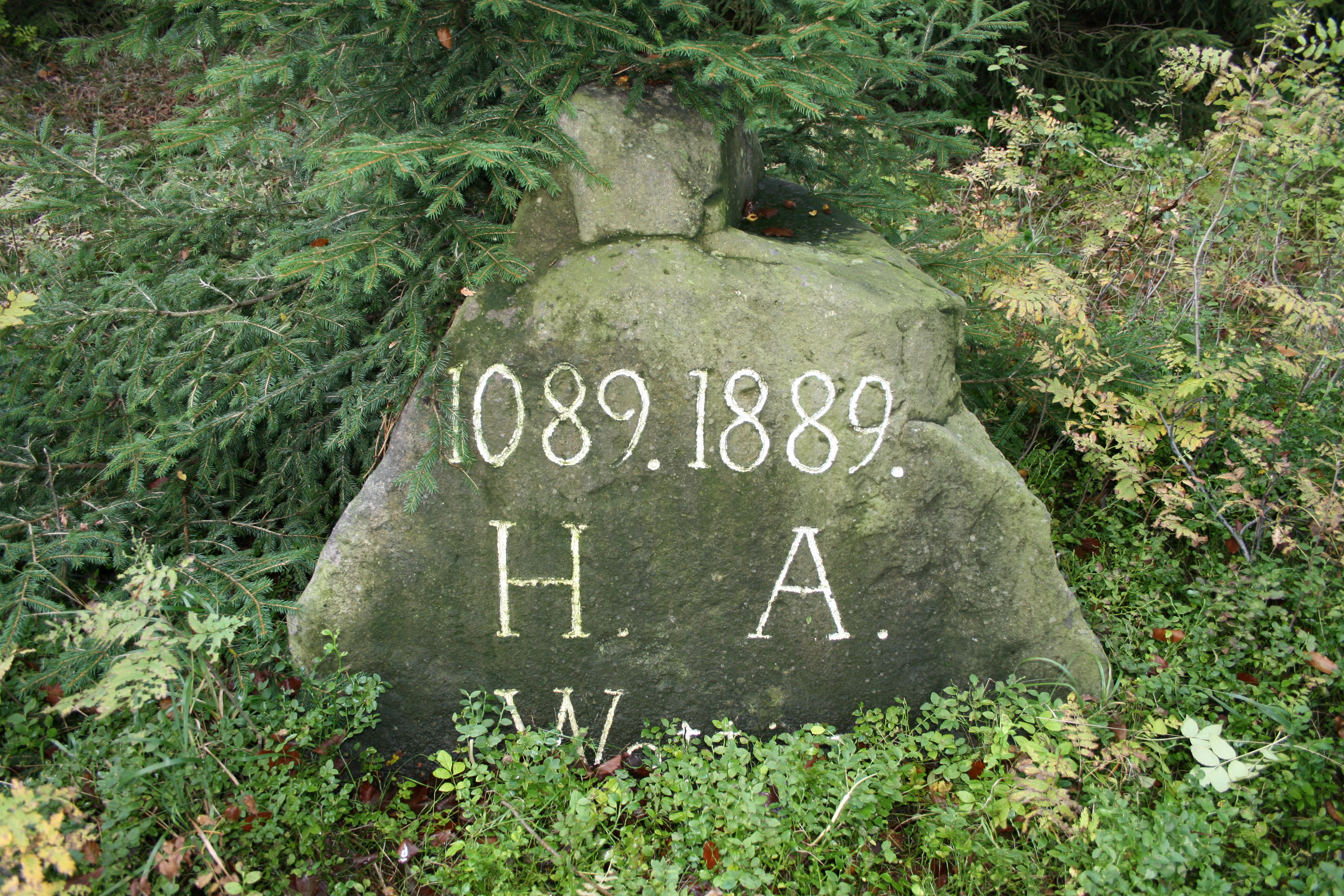
Wettinstein von 1889 an der Sosaer Straße
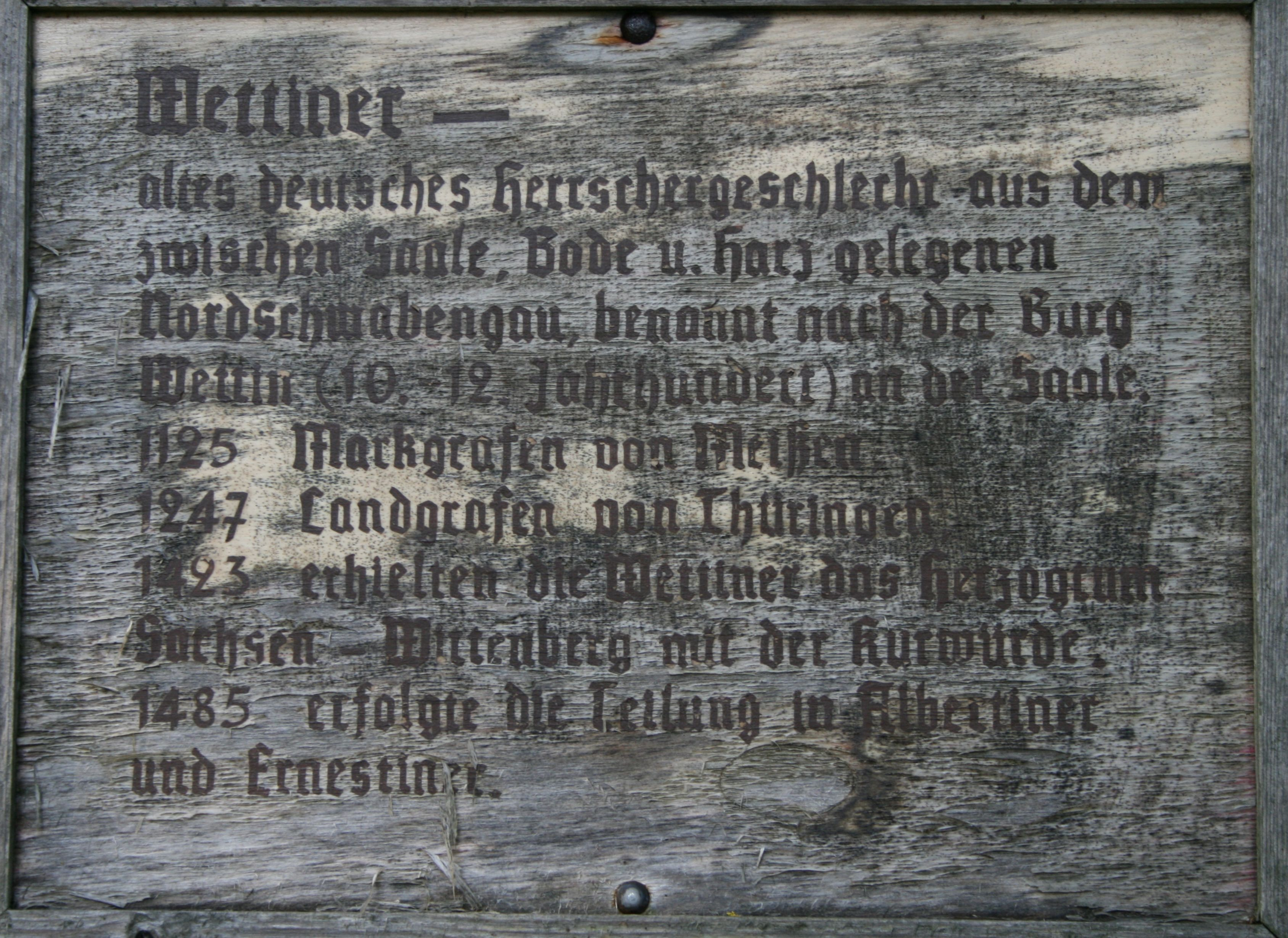
Erläuterung zum Wettinstein
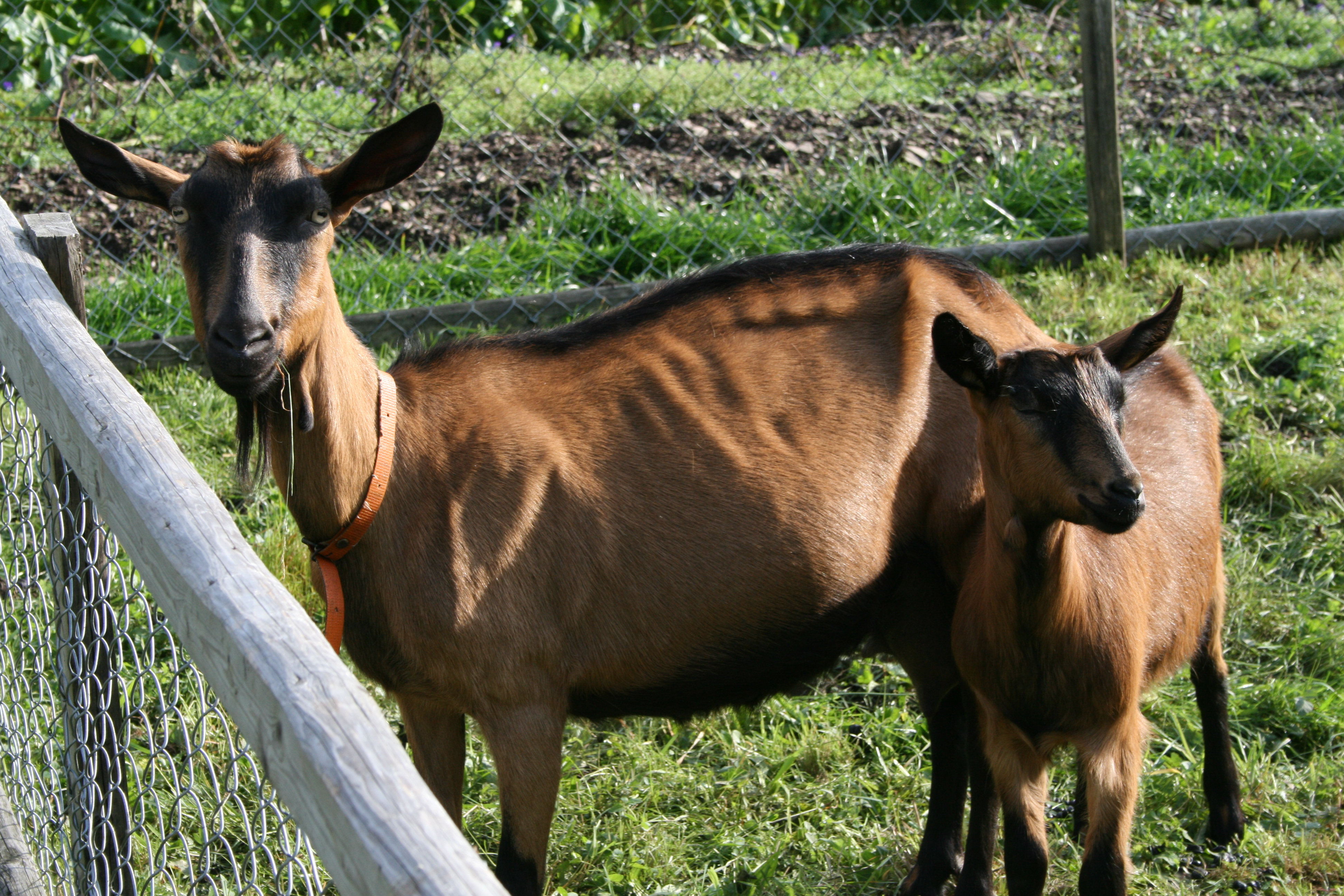
Erzgebirgsziege mit Kitz am Forsthaus